# Astragalus doshman-ziariensis
Astragalus doshman-ziariensis är en ärtväxtart som beskrevs av Maassoumi och Dieter Podlech. Astragalus doshman-ziariensis ingår i släktet vedlar, och familjen ärtväxter. Inga underarter finns listade i Catalogue of Life.